# 上薩納加州

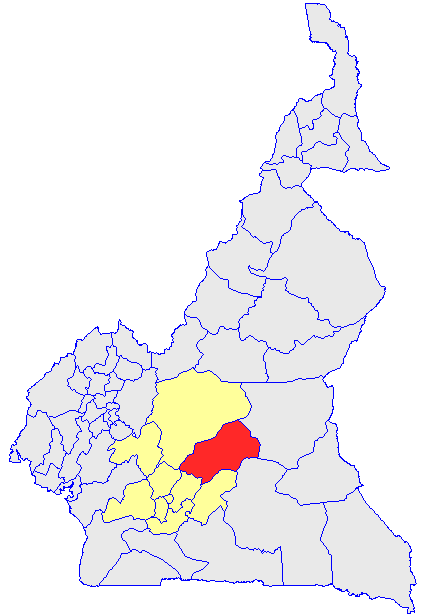

上薩納加州（法語：Haute-Sanaga），是喀麥隆的58個州份之一，位於該國中部，由中部區負責管轄，南面是尼永-姆富穆州，面積17,196平方公里，2001年人口11,854，人口密度每平方公里0.7人。